# Mafalda de Portugal i de Savoia
Mafalda de Portugal (Coïmbra, Regne de Portugal, 1149 - 1160) fou infanta de Portugal. Filla d'Alfons I de Portugal i de Mafalda de Savoia, i germana del rei Sanç I de Portugal. El 30 de gener de 1159 s'acordà el seu casament amb Alfons I el Cast de Catalunya-Aragó, un infant de vuit anys. Tanmateix, aquest casament no es pogué realitzar per la mort de la princesa portuguesa aquell mateix any. Aquest succés però no impedí estrènyer els lligams entre la Corona d'Aragó i el Regne de Portugal, ja que el mateix germà de Mafalda i futur rei de Portugal, Sanç I, es casà el 1175 amb Dolça de Barcelona, germana d'Alfons el Cast.